# 쿠비쿨로스포룸 코로니카르피스
쿠비쿨로스포룸 코로니카르피스(Cubiculosporum koronicarpis)는 진정홍조강 돌가사리목에 속하는 홍조류의 일종이다. 쿠비쿨로스포룸과(Cubiculosporaceae)와 쿠비쿨로스포룸속(Cubiculosporum)의 유일종이다. 동남아시아의 필리핀과 오스트레일리아 퀸즐랜드, 그리고 태평양 하와이 제도 등에서 발견된다.